# Saints Row: The Third
Saints Row: The Third es un videojuego de mundo abierto, desarrollado por Volition, Inc. y distribuido por THQ. Su lanzamiento se produjo el 15 de noviembre de 2011 en Norteamérica y Francia, siendo retrasado su lanzamiento al resto de Europa hasta el 18 de noviembre. Deep Silver anunció una adaptación para Nintendo Switch, lanzada el 20 de mayo de 2020.
El juego cuenta con una gran cantidad de novedades respecto de su predecesor ya que, además de automóviles, es posible usar motos, barcos, tanques de combate, lanchas así como aviones y helicópteros modernos de combate. El estilo del juego es libre, al igual que en otros sandbox como la saga Grand Theft Auto o El Padrino. Una ventaja frente a otras series similares es que la ciudad está completamente desbloqueada, no hay puentes o caminos obstruidos, aunque está oculta en el mapa y no aparece hasta que el jugador la visita. Se pueden llevar dos armas cortas en cada una de las manos, la ciudad es más grande que en Saints Row 2 y los edificios y casas son accesibles. Gráficamente goza de más detalle que su antecesor, y tiene un leve parecido a las gráficas de Grand Theft Auto IV. Existen distintos nuevos vehículos, aviones y mayor número de actividades. Además se dispone de un mayor número de nuevas armas disponibles para comprar y mejorarlas. También a medida que vas completando las misiones te dan crédito para tener más dinero, comprar propiedades, vestimentas y ropa, añadir miembros a tu banda, adquieres nuevos vehículos y más armamento así el respeto y la oportunidad de incrementar el nivel de salud, de correr, aumentar tu resistencia a caídas, fuego o golpes, de adquirir munición infinita e incluso sin recarga. Aparte de esto también se puede emprender una nueva aventura en el juego empezando con la misma banda de los Saints pero con la posibilidad de elegir el color del equipo además de su indumentaria y también se puede empezar la historia jugando dos personas en la misma aventura y al seguir avanzando las misiones puedes tener hasta tres miembros de tu banda para ayudarte en el juego. También cuenta con el "modo oleadas", en el que te enfrentaras a diversos personajes (Zombies, hombres vestidos de cerveza, hot dogs, gatos, etc.)
Una de las ventajas principales (y al mismo tiempo desventaja) es que el protagonista es polifacético. En la primera entrega casi no habla, en esta entrega (como en la anterior) es posible personalizar al máximo al jugador. Se puede elegir desde su raza, complexión, color de piel y ojos, varios tonos de voz, pero no habla español como en el Saints Row 2, se puede elegir un cumplido, insultos moderados o vulgares, forma de caminar, expresiones faciales y como antes se puede moldear su cara y cuerpo o elegir entre los tipos predeterminados. Incluso se puede elegir el sexo del personaje e incluso manerismos (si es hombre lo puedes poner caminar como mujer o cambiar su voz de masculino o femenino y viceversa hasta cambiar su indumentaria independientemente el sexo del personaje). 
El juego Saints Row The Third lleva el espíritu gamberro de las situaciones estrambóticas vistas en ‘Saints Row 2’ a su máxima expresión. Con un mayor aumento de personalización de nuestro miembro de los Saints (hombre o mujer), con un variado arsenal a nuestra disposición (el consolador es una “pequeña” muestra o los gases de flatulencia guardados en frascos de cristal), la posibilidad de hacer técnicas especiales como las de lucha libre con el cuerpo contra los civiles, enemigos o policías; poder entrar a los vehículos con estilo rompiendo cristales con un salto acrobático con una gran variedad de estos (desde autos hasta aviones además del vehículo “catapulta-humana”). También el juego ofrece nuevas pruebas absurdas así como las famosas misiones del vengador séptico, sicario, fraude al seguro, ficha sus chicas y crea tu propio local.

## Historia
Después de haber conquistado Stilwater y tener bajo su poder la empresa Ultor, los Saints, al pasar el tiempo se convirtieron en una banda mundialmente conocida, ganando fama, dinero, admiradores, etcétera, convirtiéndose así en toda una figura publicitaria y en un gran imperio empresarial. Los Saints, aun así teniendo todo eso no perdían sus viejas costumbres de banda; robos, asaltos, vandalismo, y toda clase de actos ilegales; pero al tener todo, eso solo era cuestión de tiempo para que alguna organización le declarara la guerra a los Saints y así fue como pasó... una asociación llamada "El Sindicato" aparecería para poner en una dura situación al jefe y a los Saints y así es como empezará esta gran guerra entre estas dos grandes corporaciones.

## Personajes amigos
- El protagonista: El protagonista personalizado (que en Saints Row 2 pasa a llamarse jefe/a en vez de "playa"); es quien controla los Third Street Saints.
- Pierce Washington: Antiguo lugarteniente de los Ronin en Saints Row 2; ahora es el Jefe de Marketing de los Saints.
- Shaundi: Antigua lugarteniente de los Sons of Samedi en Saints Row 2; ahora es la Jefa del departamento de RR:PP.

- Johnny Gat: Mejor amigo del protagonista. En la misión  "Libre... En caída libre" , sacrifica su vida para intentar pilotar el avión de Phillipe Loren y regresar a Stilwater. Mientras hablaba con El jefe y Shaundi, desgraciadamente en la cabina intenta ser abatido por un Soldado de Morningstar, pero este usa un cadáver como escudo humano y elimina al Soldado Morningstar. Lastimosamente, Zinyak aparece en la cabina donde estaba él y lo captura, creyéndose muerto toda la trama del juego. Al terminar el juego se desbloquea como Gat Zombie. Jhonny Gat vuelve al juego durante la trama de "Saints Row IV".
- Oleg Kirrlov: Exagente de la KGB que se une a los Third Street Saints tras la misión "El Problema Belga".
- Zimos: Chulo que se une a los Third Street Saints, tras salvarle de un club de sadomaso en la misión "Retorno a Steelport". Padece de Traqueotomia. Es el lugarteniente de Los Saints.
- Kinzie Kengsinton: Ex-Agente del FBI que se une a los Saints después de haberla salvado en una barcaza de los Deckers en la misión "Retorno a Steelport". Es una chica muy friki, le apasionan los ordenadores y fue ella quien inventó el arma "RC POSSESOR". Es la Lugarteniente de Los Saints y Jefa de los Deckers, ahora pertenecientes a los Saints
- Ángel DeLaMuerte: Ex compañero de boxeo y archienemigo de Killbane. Se une a los Saints tras la misión "Retorno a Steelport". Es el Jefe de los luchadores ahora pertenecientes a los Saints.
- Viola DeWynter: Ella y su gemela eran las lugartenientes de Phillipe Loren. Se une a los Saints en la misión "Asalto a Las Bandas", poco después de que Killbane le rompiese el cuello a su hermana. Se vuelve Jefa de El Sindicato después de la huida o muerte de Killbane y el sindicato ahora pertenece a los Saints.

## Personajes enemigos
- Eddie "Killbane" Pryor: Jefe de los Luchadores, Campeón en Murderbrawl, se vuelve líder del Sindicato después de la muerte de Loren.
- Cyrus: Comandante en Jefe de la operación S.T.A.G.
- Phillipe Loren: es el jefe de los Morningstar y líder del Sindicato.
- Professor Genki: este personaje disfrazado de un gato científico aparece físicamente en las partes de la ciudad atacando a los civiles ya sea con un lanzacohetes o con puños, también tiene un programa de reality show (actividad) llamado Professor Genki's Super Ethical Reality Climax y Genkibowl.

- Matt Miller: Matt Miller es el líder de los Deckers, y como Phillipe Loren, Killbane, Viola y Kiki DeWynter es un miembro del Sindicato. Él es un experto en todos los casos de delitos como la piratería y por lo general, el hombre a quien el resto del Sindicato va para estos casos.

## Banda sonora
Como los juegos anteriores de la saga, Saints Row: The Third tiene una mezcla de diversos estilos musicales que se pueden escuchar en las emisoras de radio de Steelport, al entrar en la mayoría de vehículos. También existe la posibilidad de escoger canciones individuales y crear una lista de reproducción desde el menú del juego. La música original del juego está compuesta por Malcolm Kirby Jr y fue publicada mediante Sumthing Else Music Works.
| N.º | Título                       | Duración |  |
| 1.  | «Saints Row The Third»       | 2:47     |  |
| 2.  | «When Good Heists Go Bad»    | 2:18     |  |
| 3.  | «The Mission Part 1»         | 6:05     |  |
| 4.  | «The Mission Part 2»         | 3:09     |  |
| 5.  | «Oleg and Kinzie»            | 2:30     |  |
| 6.  | «Killbane and the Syndicate» | 4:33     |  |
| 7.  | «Stag»                       | 4:07     |  |
| 8.  | «End Game»                   | 2:38     |  |